# 吉爾曼 (科羅拉多州)
吉爾曼（英語：Gilman）是位於美國科羅拉多州伊格爾縣的一個非建制地區。該地的面積和人口皆未知。

## 地理
吉爾曼的座標為39°31′58″N 106°23′33″W / 39.53278°N 106.39250°W，而該地的平均海拔高度為2728米（即8950英尺）。